# جان كلود ميلنر
جان كلود ميلنر (بالفرنسية: Jean-Claude Milner) هو فيلسوف فرنسي، ولد في 1941 في باريس في فرنسا.